# Bürgermeisterei Linz

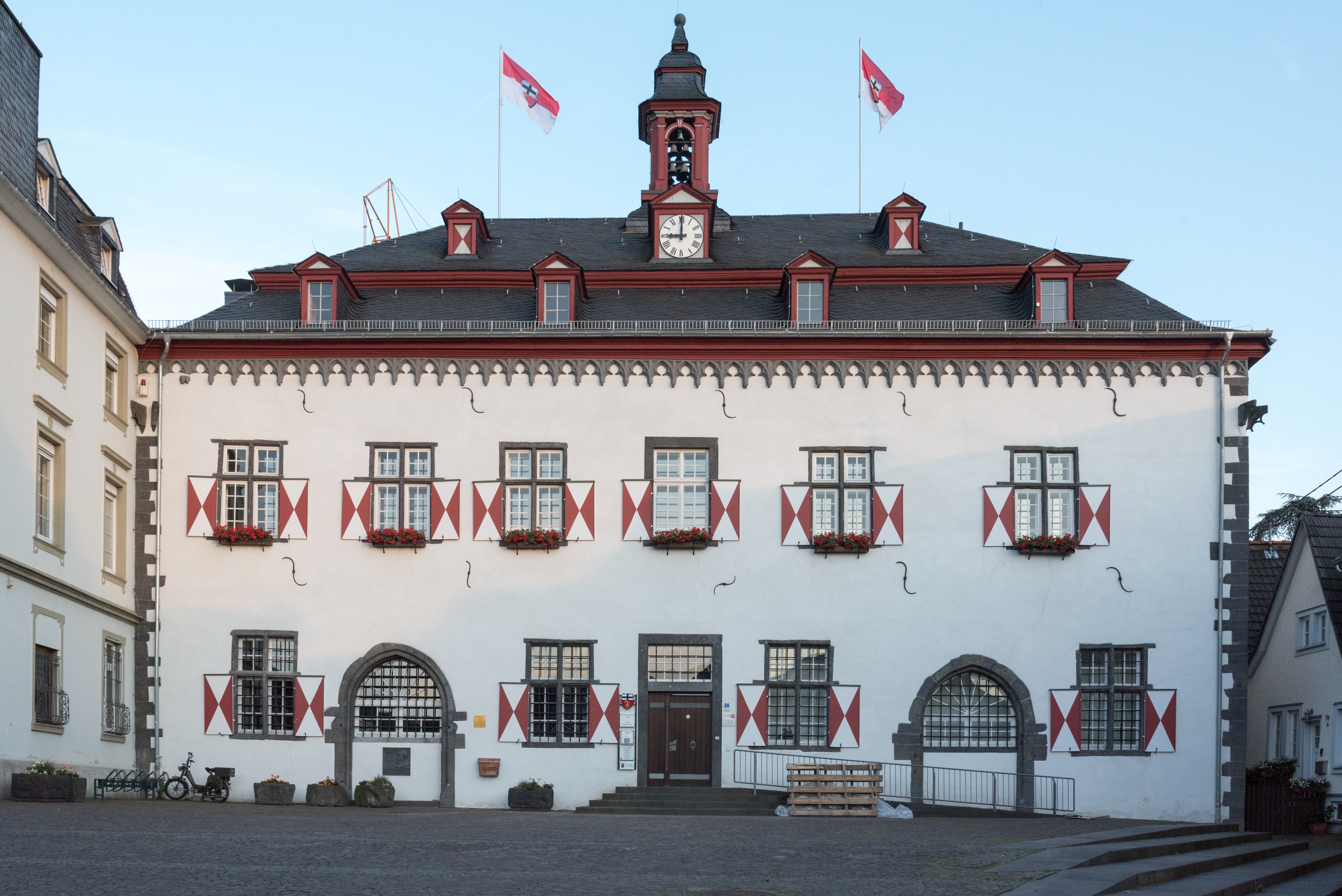
Blick auf das Rathaus vom Marktplatz aus

Die Bürgermeisterei Linz war eine von drei preußischen Bürgermeistereien, in welche sich der 1816 gebildete Kreis Linz im Regierungsbezirk Koblenz verwaltungsmäßig gliederte. Nach der Auflösung des Kreises Linz kam die Bürgermeisterei Linz 1822 zum Kreis Neuwied und zu der im selben Jahr neu gebildeten Rheinprovinz. Der Verwaltung der Bürgermeisterei unterstanden ursprünglich neun Gemeinden; der Verwaltungssitz war in der Stadt Linz am Rhein. Das Verwaltungsgebiet liegt heute im Landkreis Neuwied in Rheinland-Pfalz.
1927 wurde die Bürgermeisterei Linz in Amt Linz umbenannt. Das Amt Linz bestand bis zum 1. Oktober 1968 und wurde in die Verbandsgemeinde Linz am Rhein überführt.

## Zugehörende Gemeinden
Zur Bürgermeisterei gehörten folgende Gemeinden (Stand 1888):
- Gemeinde Dattenberg mit den Wohnplätzen Arnsau, Hähnen, Heeg, Linzer und Dattenberger Ronig, Stumpfberg, Wallen und Weidgenshof (Ginsterhahn)
- Gemeinde Hargarten mit den Wohnplätzen Ginsterhahn, Grendel, Kaimig und Noll; 1969 mit Lorscheid (aus dem Amt Neustadt) und Notscheid zur Gemeinde St. Katharinen vereinigt
- Gemeinde Leubsdorf mit den Wohnplätzen Ariendorf, Hesseln, Krumscheid, Rothekreuz und Wallbachsmühle
- Stadt Linz am Rhein mit den Wohnplätzen Alt Renneberg, Eichshart (Eishard), Ginsterhahn, Jägerhaus, Kaiserberg, Klemenslust, Linzer Hammer, Meerberg, Neuhof, Neu Renneberg, Schloß Renneberg, Ronigerhof, Schafstall, Schmitzhof, Stern, Sternerhütte, Stuxhof und Waschberg (Hillenbrandsruhe)
- Gemeinde Linzhausen; 1912 nach Linz am Rhein eingemeindet
- Gemeinde Notscheid mit den Wohnplätzen Hilkerscheid, Noll und Sankt Katharinen; 1969 mit Lorscheid (aus dem Amt Neustadt) und Hargarten zur Gemeinde St. Katharinen vereinigt
- Gemeinde Oberkasbach mit dem Wohnplatz Lützenacker; 1935 mit Niederkasbach aus dem Amt Unkel zur Gemeinde Kasbach vereinigt, seit 1976 Teil von Kasbach-Ohlenberg
- Gemeinde Ockenfels
- Gemeinde Ohlenberg mit den Wohnplätzen Niedererl, Obererl und Zeppenhof; 1976 mit Kasbach zur Gemeinde Kasbach-Ohlenberg vereinigt

## Geschichte
Das Verwaltungsgebiet der Bürgermeisterei Linz war nach 1250 Teil des Kurfürstentums Köln und unterstand ab dem 15. Jahrhundert der Verwaltung des Amtes Linz, das um 1700 zum Oberamt erhoben wurde. Aufgrund des 1801 geschlossenen Friedensvertrages von Lunéville und dem Ergebnis des Reichsdeputationshauptschlusses erhielt das Fürstentum Nassau-Usingen (ab 1806 Herzogtum Nassau) 1803 unter anderem das Amt Linz. 1809 wurde das Gebiet des Amtes neu in Gemarkungen bzw. Gemeinden aufgeteilt. Nach den auf dem Wiener Kongress geschlossenen Verträgen kam das Rheinland und damit das vorherige Amt Linz 1815 zum Königreich Preußen. Unter der preußischen Verwaltung wurden 1816 Regierungsbezirke, Kreise und Bürgermeistereien gebildet. Die Bürgermeisterei Linz gehörte zunächst zum Kreis Linz im Regierungsbezirk Koblenz. 1822 wurde der Kreis Linz aufgelöst und dem Kreis Neuwied zugeführt. Im selben Jahr kam der Kreis Neuwied und damit die Bürgermeisterei Linz zur damals neu gebildeten Rheinprovinz.
1857 wurde die Gemeinde Linz zur Stadt nach der Rheinischen Städteordnung erhoben und bildete fortan eine eigene Stadtbürgermeisterei, die restlichen Gemeinden eine Landbürgermeisterei. Beide Bürgermeistereien führten denselben Namen und stellten durch Personalunion eine organisatorische Einheit dar. Der Bürgermeister wurde von der Bezirksregierung in Koblenz ernannt, ihm waren zwei Beigeordnete zur Seite gestellt. Den einzelnen Gemeinden standen Schöffen und Beistände vor. Die Bürgermeisterei umfasste zwei Standesamtsbezirke, den „Bezirk Linz“ (bestehend aus der Stadt Linz am Rhein) und den „Landbezirk Linz“ (bestehend aus den restlichen Gemeinden).
So wie alle Landbürgermeistereien in der Rheinprovinz wurde die Bürgermeisterei Linz 1927 in „Amt Linz“ umbenannt.

## Statistiken
Nach der „Topographisch-Statistischen Beschreibung der Königlich Preußischen Rheinprovinz“ aus dem Jahr 1830 gehörten zur Bürgermeisterei Linz eine Stadt, acht Dörfer, fünf Weiler, zehn einzeln stehende Höfe sowie sieben Mühlen. Im Jahr 1817 wurden insgesamt 4.131 Einwohner gezählt, 1828 waren es 4.814 Einwohner (darunter 2.376 männliche und 2.438 weibliche); 4.734 Einwohner gehörten dem katholischen, 23 dem evangelischen und 57 dem jüdischen Glauben an.
Weitere Details entstammen dem „Gemeindelexikon für das Königreich Preußen“ aus dem Jahr 1888, das auf den Ergebnissen der Volkszählung vom 1. Dezember 1885 basiert. Im Verwaltungsgebiet der Bürgermeisterei Linz lebten insgesamt 7.261 Einwohner in 1.175 Häusern und 1.518 Haushalten; 3.436 der Einwohner waren männlich und 3.825 weiblich. Bezüglich der Religionszugehörigkeit waren 6.807 katholisch und 314 evangelisch. Katholische Pfarreien bestanden in Linz und Ohlenberg, die evangelischen Gläubigen waren der damals neuen Kirchengemeinde in Linz zugeordnet. Die 139 jüdischen Einwohnern bildeten eine eigene jüdische Gemeinde.
1885 betrug die Gesamtfläche der zur Bürgermeisterei gehörenden Gemeinden 4.741 Hektar, davon waren 1.643 Hektar Weinberge und Ackerland, 309 Hektar Wiesen und 2.343 Hektar Wald.